# Beachvolleyball-Europameisterschaft

Europameister 2025: Mol/Sørum und Hladun/Lasarenko (kein Foto)
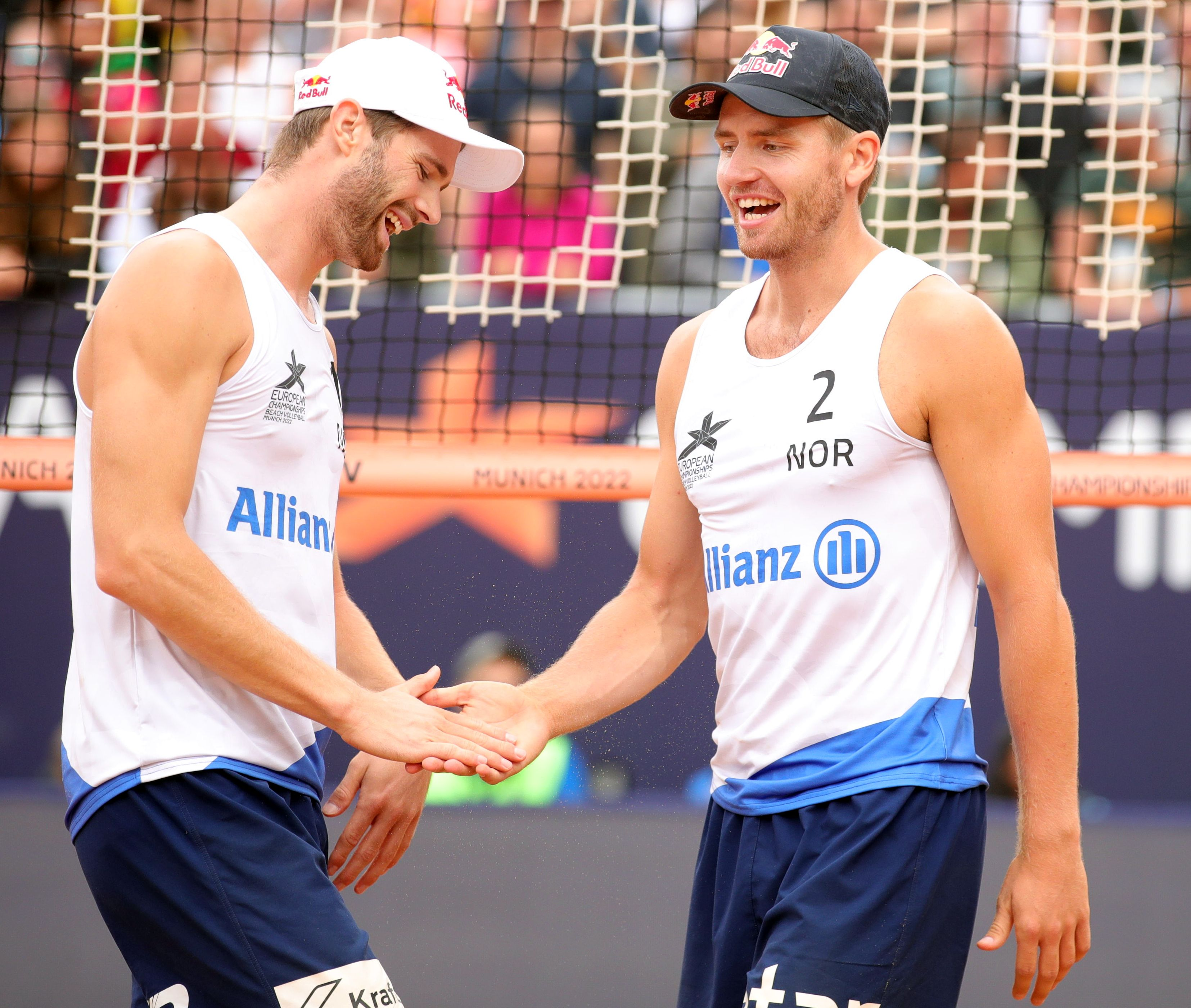

Die Beachvolleyball-Europameisterschaften sind vom europäischen Volleyballverband CEV veranstaltete Turniere zur Ermittlung der Europameister der Frauen und Männer. Aktuelle Titelträger der EM 2025 sind die Ukrainerinnen Tetjana Lasarenko und Maryna Hladun sowie die Norweger Anders Mol und Christian Sørum. 

## Geschichte
Das erste Turnier der Männer fand 1993 statt. Ein Jahr später ermittelten auch die Frauen ihre ersten Titelträger. Die Turniere fanden 1994 noch an getrennten Orten statt. Seit 1995 werden sie gemeinsam ausgetragen. Bei den Frauen und bei den Männern war Deutschland bisher mit acht bzw. fünf Siegen die erfolgreichste Nation. Die Schweiz gewann bisher sechsmal Gold, achtmal Silber und fünfmal Bronze. 2014 standen Tanja Goricanec und Tanja Hüberli im Endspiel. 2013 siegten die Österreicherinnen Doris und Stefanie Schwaiger bei der EM im eigenen Land. Bei den Männern wurden die Niederländer Reinder Nummerdor und Richard Schuil dreimal in Folge Europameister. Die Schweiz konnte insgesamt dreizehn Medaillen gewinnen, darunter drei Siege nacheinander für die Brüder Martin und Paul Laciga. Die Deutschen Julius Brink und Jonas Reckermann gewannen 2011 und 2012 zweimal in Folge den Titel. 2014 gab es den ersten Titel für Italien. Laura Ludwig und Kira Walkenhorst gewannen 2015 die sechste Goldmedaille für Deutschland im Wettbewerb der Frauen; für Ludwig persönlich war es bereits der dritte EM-Sieg. Samoilovs / Šmēdiņš holten die erste Goldmedaille für Lettland. 2016 verteidigten Ludwig / Walkenhorst ihren Titel erfolgreich. Karla Borger und Britta Büthe gewannen mit Bronze ihre erste EM-Medaille. 2017 gab es mit dem Titel für Glenzke / Großner und Bronze für Laboureur / Sude weitere Medaillen für Deutschland. 2018 und 2019 gingen die deutschen Teams erstmals seit 1999 wieder leer aus. Auch 2022 gab es keine Medaille für Deutschland.
2020 gewannen die Norweger Anders Mol und Christian Sørum den Titel zum dritten Mal in Folge. Bei den Frauen siegten die Schweizerinnen Joana Heidrich und Anouk Vergé-Dépré vor dem deutschen Dou Kim Behrens / Cinja Tillmann. 2021 in Wien verlängerten Mol/Sørum ihre Siegesserie mit dem vierten EM-Titel nacheinander. Damit übernahm Norwegen auch im Medaillenspiegel der Männer die Führung vor Deutschland. Bei den Frauen wurden die Schweizerinnen Nina Betschart und Tanja Hüberli Nachfolgerinnen ihrer Landsfrauen. Die Drittplatzierten Karla Borger und Julia Sude gewannen die 24. EM-Medaille für die deutschen Frauen, die damit den Medaillenspiegel mit großem Vorsprung anführen.

## Turniere

### Männer
|    | Jahr | Ort                         | Gold                      | Silber                     | Bronze                    |
| -- | ---- | --------------------------- | ------------------------- | -------------------------- | ------------------------- |
| 1  | 1993 | Almería                     | Jodard / Penigaud         | Kvalheim / Maaseide        | Ghiurghi / Lequaglie      |
| 2  | 1994 | Almería                     | Kvalheim / Maaseide       | Bosma / Aguilera           | Ahmann / Hager            |
| 3  | 1995 | Saint-Quay-Portrieux        | Klok / van der Kuip       | Džavoronok / Fikar         | Lequaglie / Antonini      |
| 4  | 1996 | Pescara                     | Palinek / Pakosta         | Ahmann / Hager             | Grigolo / Ghiurghi        |
| 5  | 1997 | Riccione                    | Høidalen / Kjemperud      | Kvalheim / Maaseide        | M. Laciga / P. Laciga     |
| 6  | 1998 | Rhodos                      | M. Laciga / P. Laciga     | Kvalheim / Maaseide        | Høidalen / Kjemperud      |
| 7  | 1999 | Palma                       | M. Laciga / P. Laciga     | Bosma / Díez               | Kvalheim / Maaseide       |
| 8  | 2000 | Getxo                       | M. Laciga / P. Laciga     | Egger / Heyer              | Høidalen / Kjemperud      |
| 9  | 2001 | Jesolo                      | Egger / Heyer             | M. Laciga / P. Laciga      | Høidalen / Kjemperud      |
| 10 | 2002 | Basel                       | M. Dieckmann / Reckermann | M. Laciga / P. Laciga      | Høidalen / Kjemperud      |
| 11 | 2003 | Alanya                      | Berger / Doppler          | M. Dieckmann / Reckermann  | Egger / Heyer             |
| 12 | 2004 | Timmendorfer Strand         | M. Dieckmann / Reckermann | Egger / Heyer              | Heuscher / Kobel          |
| 13 | 2005 | Moskau                      | Herrera / Mesa            | Heuscher / Kobel           | M. Dieckmann / Reckermann |
| 14 | 2006 | Den Haag                    | Brink / Ch. Dieckmann     | de Gruijter / Ronnes       | Heuscher / Kobel          |
| 15 | 2007 | Valencia                    | Doppler / Gartmayer       | Nummerdor / Schuil         | Klemperer / Koreng        |
| 16 | 2008 | Hamburg                     | Nummerdor / Schuil        | Matysik / Uhmann           | Barsuk / Kolodinski       |
| 17 | 2009 | Sotschi                     | Nummerdor / Schuil        | Gosch / Horst              | Gavira / Herrera          |
| 18 | 2010 | Berlin                      | Nummerdor / Schuil        | Doppler / Mellitzer        | Pļaviņš / Šmēdiņš         |
| 19 | 2011 | Kristiansand                | Brink / Reckermann        | Erdmann / Matysik          | Nummerdor / Schuil        |
| 20 | 2012 | Scheveningen                | Brink / Reckermann        | Boersma / Spijkers         | Skarlund / Spinnangr      |
| 21 | 2013 | Klagenfurt                  | Gavira / Herrera          | Samoilovs / Šmēdiņš        | Fijałek / Prudel          |
| 22 | 2014 | Quartu Sant’Elena           | Nicolai / Lupo            | Samoilovs / Šmēdiņš        | Doppler / Horst           |
| 23 | 2015 | Klagenfurt                  | Samoilovs / Šmēdiņš       | Ranghieri / Carambula      | Nummerdor / Varenhorst    |
| 24 | 2016 | Biel/Bienne                 | Nicolai / Lupo            | Semjonow / Krassilnikow    | Fijałek / Prudel          |
| 25 | 2017 | Jūrmala                     | Nicolai / Lupo            | Samoilovs / Šmēdiņš        | Brouwer / Meeuwsen        |
| 26 | 2018 | Niederlande                 | Mol / Sørum               | Samoilovs / Šmēdiņš        | Herrera / Gavira          |
| 27 | 2019 | Moskau                      | Mol / Sørum               | Semjonow / Leschukow       | Ermacora / Pristauz       |
| 28 | 2020 | Jūrmala                     | Mol / Sørum               | Krassilnikow / Stojanowski | Nicolai / Lupo            |
| 29 | 2021 | Wien                        | Mol / Sørum               | Boermans / de Groot        | Kantor / Łosiak           |
| 30 | 2022 | München                     | Åhman / Hellvig           | Perušič / Schweiner        | Mol / Sørum               |
| 31 | 2023 | Wien                        | Åhman / Hellvig           | Luini / de Groot           | Popow / Resnik            |
| 32 | 2024 | Den Haag, Apeldoorn, Arnhem | Pļaviņš / Fokerots        | Ehlers / Wickler           | van de Velde / Immers     |
| 33 | 2025 | Düsseldorf                  | Mol / Sørum               | Åhman / Hellvig            | Brouwer / van de Velde    |

### Frauen

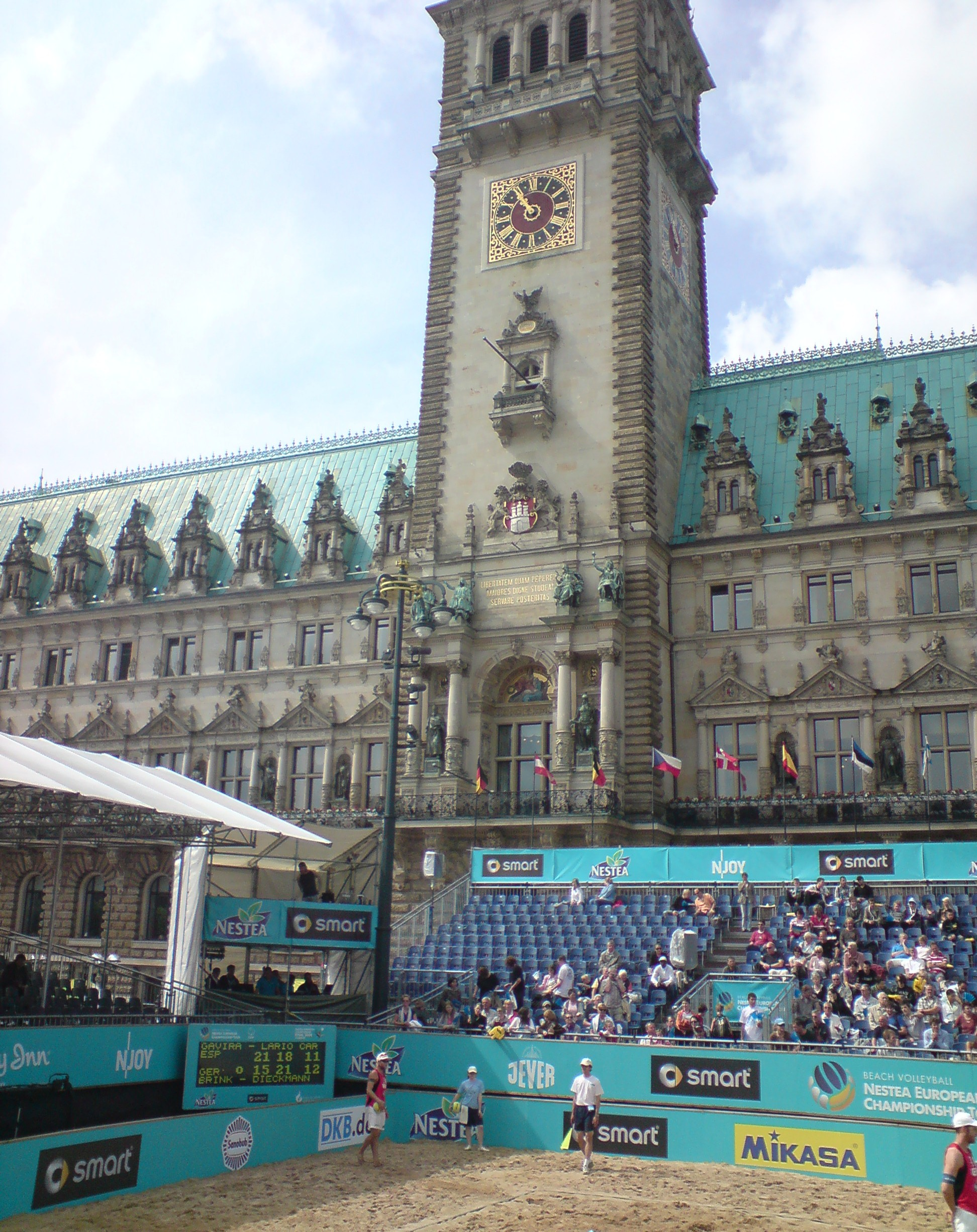
EM 2008 in Hamburg

|    | Jahr | Ort                         | Gold                        | Silber                    | Bronze                    |
| -- | ---- | --------------------------- | --------------------------- | ------------------------- | ------------------------- |
| 1  | 1994 | Espinho                     | Bühler / Müsch              | Hudcová / Storková        | Perrotta / Parenzan       |
| 2  | 1995 | Saint-Quay-Portrieux        | Paetow / Borger             | Berntsen / Hestad         | Bühler / Müsch            |
| 3  | 1996 | Pescara                     | Celbová / Nováková          | Bühler / Müsch            | Bruschini / Solazzi       |
| 4  | 1997 | Riccione                    | Bruschini / Solazzi         | Gattelli / Perrotta       | Celbová / Nováková        |
| 5  | 1998 | Rhodos                      | Celbová / Nováková          | Schoon-Kadijk / R. Kadijk | Bruschini / Solazzi       |
| 6  | 1999 | Palma                       | Bruschini / Solazzi         | Prawerman / Rigaux        | Celbová / Nováková        |
| 7  | 2000 | Getxo                       | Bruschini / Solazzi         | Vollmer / Müsch           | Schoon-Kadijk / R. Kadijk |
| 8  | 2001 | Jesolo                      | Karadassiou / Sfyri         | Kuhn / Schnyder-Benoit    | Ahmann / Schmidt          |
| 9  | 2002 | Basel                       | Gattelli / Perrotta         | R. Kadijk / Leenstra      | Celbová / Nováková        |
| 10 | 2003 | Alanya                      | Pohl / Rau                  | Ahmann / Vollmer          | Gattelli / Perrotta       |
| 11 | 2004 | Timmendorfer Strand         | Kuhn / Schnyder-Benoit      | Glesnes / Maaseide        | Gattelli / Perrotta       |
| 12 | 2005 | Moskau                      | Arvaniti / Karadassiou      | R. Kadijk / Mooren        | Pohl / Rau                |
| 13 | 2006 | Den Haag                    | Schirjajewa / Urjadowa      | R. Kadijk / Mooren        | Håkedal / Tørlen          |
| 14 | 2007 | Valencia                    | Arvaniti / Karadassiou      | Goller / Ludwig           | Håkedal / Tørlen          |
| 15 | 2008 | Hamburg                     | Goller / Ludwig             | Håkedal / Tørlen          | Glesnes / Maaseide        |
| 16 | 2009 | Sotschi                     | Jursone / Minusa            | Goller / Ludwig           | Kuhn / Zumkehr            |
| 17 | 2010 | Berlin                      | Goller / Ludwig             | Holtwick / Semmler        | Em. Nyström / Er. Nyström |
| 18 | 2011 | Kristiansand                | Cicolari / Menegatti        | Hansel / Montagnolli      | Goller / Ludwig           |
| 19 | 2012 | Scheveningen                | Keizer / van Iersel         | Tsiartsiani / Arvaniti    | Liliana / Baquerizo       |
| 20 | 2013 | Klagenfurt                  | D. Schwaiger / S. Schwaiger | Liliana / Baquerizo       | Ludwig / Walkenhorst      |
| 21 | 2014 | Quartu Sant’Elena           | Meppelink / van Iersel      | Goricanec / Hüberli       | Ludwig / Walkenhorst      |
| 22 | 2015 | Klagenfurt                  | Ludwig / Walkenhorst        | Ukolowa / Birlowa         | Kołosińska / Brzostek     |
| 23 | 2016 | Biel/Bienne                 | Ludwig / Walkenhorst        | Sluková / Hermannová      | Borger / Büthe            |
| 24 | 2017 | Jūrmala                     | Glenzke / Großner           | Kolocová / Kvapilová      | Laboureur / Sude          |
| 25 | 2018 | Niederlande                 | Keizer / Meppelink          | Betschart / Hüberli       | Hermannová / Sluková      |
| 26 | 2019 | Moskau                      | Graudiņa / Kravčenoka       | Wojtasik / Kociołek       | Liliana / Baquerizo       |
| 27 | 2020 | Jūrmala                     | Heidrich / A. Vergé-Dépré   | Behrens / Tillmann        | Makrogusowa / Cholomina   |
| 28 | 2021 | Wien                        | Betschart / Hüberli         | Stam / Schoon             | Borger / Sude             |
| 29 | 2022 | München                     | Graudiņa / Kravčenoka       | Brunner / Hüberli         | Stam / Schoon             |
| 30 | 2023 | Wien                        | Brunner / Hüberli           | Álvarez / Moreno          | Ludwig / Lippmann         |
| 31 | 2024 | Den Haag, Arnhem, Apeldoorn | Müller / Tillmann           | Gottardi / Menegatti      | Böbner / Z. Vergé-Dépré   |
| 32 | 2025 | Düsseldorf                  | Lasarenko / Hladun          | Vieira / Chamereau        | Müller / Tillmann         |

## Medaillenspiegel (nach Nationen)

### Männer
| Nation      | Gold | Silber | Bronze | Gesamt |
| ----------- | ---- | ------ | ------ | ------ |
| Norwegen    | 7    | 3      | 7      | 17     |
| Deutschland | 5    | 4      | 3      | 12     |
| Schweiz     | 4    | 5      | 4      | 13     |
| Niederlande | 4    | 4      | 4      | 12     |
| Italien     | 3    | 2      | 4      | 9      |
| Spanien     | 2    | 2      | 2      | 6      |
| Österreich  | 2    | 2      | 2      | 6      |
| Schweden    | 2    | 1      | 0      | 3      |
| Lettland    | 1    | 4      | 1      | 6      |
| Tschechien  | 1    | 2      | 0      | 3      |
| Frankreich  | 1    | 0      | 0      | 1      |
| Russland    | 0    | 3      | 1      | 4      |
| Polen       | 0    | 0      | 3      | 3      |
| Ukraine     | 0    | 0      | 1      | 1      |

### Frauen
| Nation       | Gold | Silber | Bronze | Gesamt |
| ------------ | ---- | ------ | ------ | ------ |
| Deutschland  | 9    | 7      | 11     | 27     |
| Italien      | 5    | 2      | 5      | 12     |
| Schweiz      | 4    | 4      | 2      | 10     |
| Niederlande  | 3    | 5      | 2      | 10     |
| Griechenland | 3    | 1      | 0      | 4      |
| Lettland     | 3    | 0      | 0      | 3      |
| Tschechien   | 2    | 3      | 4      | 9      |
| Russland     | 1    | 1      | 1      | 3      |
| Österreich   | 1    | 1      | 0      | 2      |
| Ukraine      | 1    | 0      | 0      | 1      |
| Norwegen     | 0    | 3      | 3      | 6      |
| Spanien      | 0    | 2      | 2      | 4      |
| Frankreich   | 0    | 2      | 0      | 2      |
| Polen        | 0    | 1      | 1      | 2      |
| Finnland     | 0    | 0      | 1      | 1      |